# Tulostomataceae
Tulostomataceae is een familie van schimmels uit de orde Agaricales. Het typegeslacht is Tulostoma.

## Geslachten
De volgende geslachten behoren tot de familie:
- Battarrea
- Battarreoides
- Chlamydopus
- Queletia
- Schizostoma
- Tulostoma